# Sedco 135 (schip, 1965)
De Sedco 135 was een afzinkbaar en halfafzinkbaar boorplatform in 1965 gebouwd door Ingalls Shipbuilding voor Southeastern Drilling Company (Sedco). Dit was de eerste in een serie afzinkbare boorplatforms dat op de zeebodem afgezonken kon worden tot waterdieptes van 135 voet (41 meter) naar een ontwerp van Friede & Goldman.
Het ontwerp had een driehoekige vorm waarbij op elke hoek een flesvormige kolom bovenop een onderstel was geplaatst. Volgens het afzinkbare concept werd het platform naar locatie gesleept, waar het vervolgens geballast werd tot het met de pontons op de zeebodem rustte. Bij waterdieptes tussen de 135 en 600 voet werd het gebruikt volgens het halfafzinkbare principe, waarbij slechts zover werd afgezonken tot de scheepsbewegingen voldoende afgenomen waren. Vooral voor de gebieden met meer zeegang, zoals de Noordzee en bij Canada, werd dit ontwerp ingezet vanwege het goede zeegedrag.

## Blowout Ixtoc I
In 1979 was de Sedco 135 voor Petróleos Mexicanos (PEMEX) in het Cantarell-veld bij Mexico de exploratieput Ixtoc I aan het boren toen er een blowout plaatsvond.
De dag ervoor was er al boorvloeistofcirculatie verloren op 11.800 voet. Normaal gesproken bestaat de circulatie er uit dat de boorspoeling door de boorstang naar de boorkop beneden stroomt en daarna via de annulus tussen de boorstang en verbuizing als boorgruis weer boven komt. De boorspoeling biedt daarbij tegendruk aan de formatie-druk van de put waarmee voorkomen wordt dat olie en gas ontsnappen. Bij het verlies van circulatie gaat boorspoeling verloren door openingen in de formatie. Dit komt vaker voor en wordt opgelost door toevoegingen aan de boorspoeling die de openingen moeten dichten.
Op 2 juni 1979 werd opnieuw de circulatie verloren op 11.900 voet, zo’n 656 voet boven het reservoir. Ditmaal lukte het niet om de circulatie terug te krijgen, waarop besloten werd om de boorstang terug te halen als de situatie stabiel bleef. Dit was het geval en zo werd na het testen van de eruptieafsluiter (BOP) en de veiligheidsklep bovenop de boorstang begonnen met het terughalen van de boorstang, daarbij boorspoeling toevoegend om het verlies aan volume in de verbuizing te compenseren. Dit ging goed totdat de eerste drill collar, dikwandige boorpijp vlak boven de boorkop, ter hoogte van de boorvloer aankwam. Om 03:13 op 3 juni ging het mis en stroomde de boorspoeling met toenemende snelheid terug omhoog door de annulus en de boorstang. Met een zogenaamde hydril wist men de annulus te dichten, maar de kelly cock die de boorstang moest afsluiten faalde. Toen daarop de BOP geactiveerd werd, bleek deze niet door de dikwandige drill collar heen te komen.
Zo deed zich een blow-out voor waarbij door ontsnappend gas brand ontstond die dusdanig heftig was dat de boorinstallatie instortte en de boorstang rond de BOP terechtkwam. De Sedco 135 kon weggesleept worden en de 64 opvarenden gered per helikopter. In diep water werd het platform daarna afgezonken.

## 135-serie

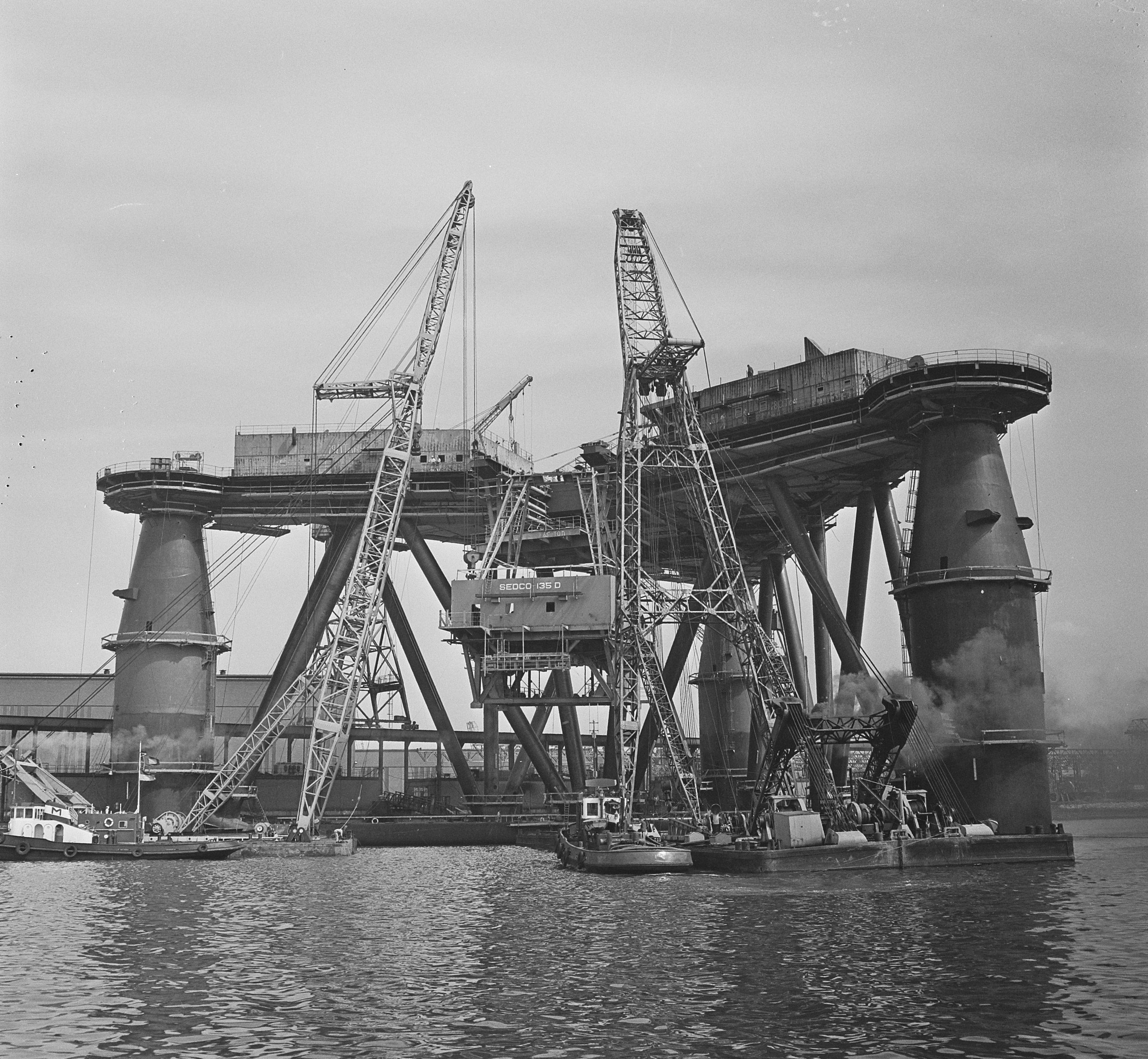
Bouw van de Sedco 135D bij de RDM op 11 mei 1966

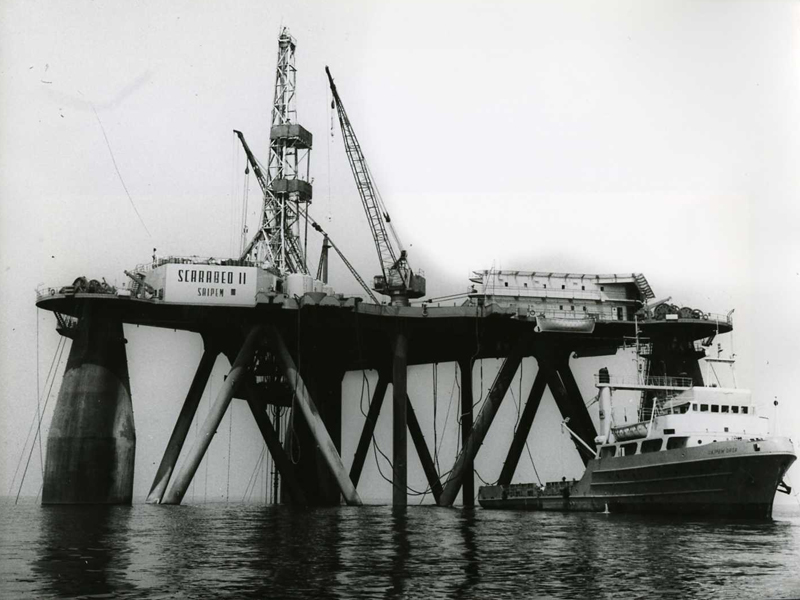
Bouw van de Scarabeo II in 1967

De Sedco 135 was de eerste in een succesvolle serie van eerste generatie boorsemi's. De flessenvorm van de kolommen, waarbij de bovenzijde naar binnen toe liep, had als doel om de invloed van zeegang te verminderen op het moment dat het platform op de bodem stond. In drijvende toestand had dit echter een vermindering van de dynamische stabiliteit tot gevolg en omdat de platforms vooral in dieper water werden gebruikt, werden deze kolommen vanaf de Sedco H recht gebouwd. Earl and Wright had deze aanpassingen in het ontwerp mede gemaakt na het vergaan van de Sedco 135B. Bij de Scarabeo 3 en de Scarabeo 4 liepen de kolommen aan de bovenzijde zelfs naar buiten toe.
De Sedco 135B brak en kapseisde op 1 december 1965 op een reis van Hiroshima naar Noord-Borneo. Daarbij vielen 13 doden, waaronder 4 Nederlanders van de sleper Willem Barendsz van Bureau Wijsmuller. Dit resulteerde in strengere stabiliteitseisen door American Bureau of Shipping (ABS) met de 1968 ABS Rules for Building and Classing Offshore Mobile Drilling Units, later uitgewerkt in de 1979 MODU-code.
Op de Sedco 135G woedde een brand na een blowout op 6 augustus 1969 in de Timorzee, daarna werd deze gerepareerd.
| Naam                   | Werf                          | Jaar           | IMO-nummer |
| ---------------------- | ----------------------------- | -------------- | ---------- |
| Sedco 135              | Ingalls Shipbuilding, 1124    | 1965           |            |
| Sedco 135A             | Mitsubishi Heavy Industries   | juni 1965      |            |
| Sedco 135B (Bruyard)   | Mitsubishi Heavy Industries   | september 1965 |            |
| Sedco 135C (Sea Quest) | Harland and Wolff             | 1966           |            |
| Sedco 135D             | RDM, 317                      | 1966           | 8755039    |
| Sedco 135E             | Mitsubishi Heavy Industries   | 1966           |            |
| Sedco 135F             | Victoria Machinery Depot, 136 | 1967           | 8754102    |
| Scarabeo II            | Arsenale Triestino San Marco  | 1968           | 8754944    |
| Sedco 135G             | Mitsubishi Heavy Industries   | 1969           | 8767226    |
| Sedco H                | Halifax Shipyard, 58          | april 1970     | 8755003    |
| Sedco I                | Halifax Shipyard, 59          | december 1970  | 8755015    |
| Sedco J                | Halifax Shipyard, 61          | september 1972 | 8755027    |
| Sedco K                | Levingston Shipbuilding, 705  | 26 juni 1973   | 8755508    |
| Scarabeo 3             | Blohm + Voss, 884             | 1975           | 8754956    |
| Scarabeo 4             | Blohm + Voss, 886             | 1976           | 8754968    |